# Laura Sawyer
Pour les articles homonymes, voir Sawyer.
Laura Sawyer est une actrice américaine née le 3 février 1885 dans le Comté d'Iron (Missouri) et morte le 7 septembre 1970  à Matawan. 

## Filmographie partielle
- 1908 : Cupid's Pranks de J. Searle Dawley
- 1911 : The Battle of Trafalgar de J. Searle Dawley
- 1911 : The Lighthouse by the Sea (en) d'Edwin S. Porter
- 1912 : For the Cause of the South (en) de Bannister Merwin
- 1914 : A Woman's Triumph de J. Searle Dawley
- 1914 : One of Millions de J. Searle Dawley
- 1914 : In the Name of the Prince of Peace de J. Searle Dawley